# Марсово поле (Париж)
Ма́рсово поле (фр. Champ de Mars) — общественный парк в 7-м округе Парижа, между Эйфелевой башней с северо-запада и Военной школой с юго-востока. Находится в западной части города, на левом берегу Сены.

## История
В 1751 году Людовик XV принял решение о создании Военной школы для мальчиков из обедневших аристократических семей. Открытая обширная территория перед зданием новой школы была названа Марсовым полем в честь бога войны Марса и использовалась как военный плац и для парадов. Именно здесь была торжественно принесена присяга первой французской конституции 14 июля 1790 года, здесь происходили события народного восстания 17 июля 1791 года.
В 1783 году физики Жак Шарль и братья Робер проводили на Марсовом поле первые опыты по аэростатике. В 1784 году один из пионеров воздухоплавания Бланшар впервые совершил управляемый полёт на воздушном шаре.
После Великой революции на Марсовом поле устраивались патриотические праздники. С 1833 по 1860 год проводились конные скачки. С 1867 года здесь стали регулярно проводиться всемирные выставки.

## Галерея
- Иллюстрация Дня федерации на Марсовом поле, 14 июля, 1790 г. (Музей французской революции).
- Иллюстрация резни на Марсовом поле, 1791 год.
- Картина Фестиваль Высшего Существа, 8 июня, 1794 г. (Пьер-Антуан Демаши, 1794 г.).
- Иллюстрация Фестиваля Конкорд[англ.], 21 мая, 1848 г.
- Фотография экспозиции Universelle, 1867.
- Панорамный вид на выставку Universelle, 1878.
- Вид на экспозицию Universelle, 1889.
- Иллюстрация экспозиции Universelle, 1900.
- Марсово поле ночью (2007).
- Марсово поле — вид из Башни Монпарнас (2010)
- Северный конец Марсова поля и набережной Бранли — вид с Эйфелевой башни (2016 г.)